# Ebba Jungmark

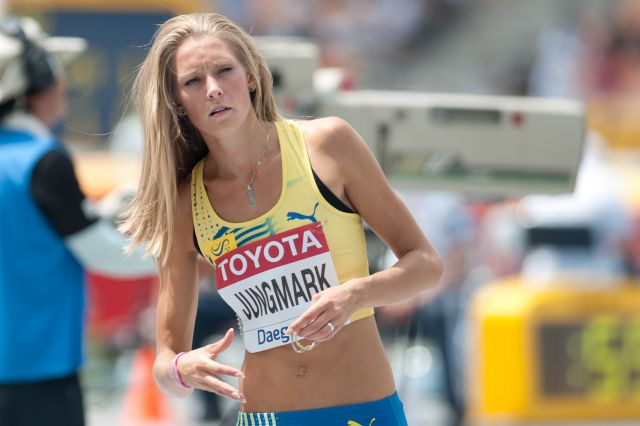
Ebba Jungmark bei den Weltmeisterschaften 2011

Ebba Jungmark (* 10. März 1987 in Onsala) ist eine schwedische Hochspringerin. 
Jungmark spielte bis 2003 Fußball und Handball beim Onsala BK, bevor sie sich der Leichtathletik zuwandte. Bei den Leichtathletik-Juniorenweltmeisterschaften 2006 in Peking wurde sie Fünfte im Hochsprung. Im folgenden Jahr gewann sie bei den U23-Europameisterschaften in Debrecen die Bronzemedaille und startete bei den Weltmeisterschaften in Osaka, wo sie aber die Qualifikation für das Finale verpasste.
2008 ging Jungmark an die Washington State University an und siegte auf Anhieb bei den Hallenmeisterschaften der NCAA. Sie verpasste allerdings große Teile der Freiluftsaison aufgrund einer Stressfraktur im Fuß und kehrte schließlich nach Schweden zurück. Bei den Leichtathletik-Europameisterschaften 2010 in Barcelona konnte sie sich nicht für das Finale qualifizieren. Im folgenden Jahr gelang ihr aber bei den Halleneuropameisterschaften in Paris der bis dato bedeutendste Erfolg ihrer Karriere, als sie mit übersprungenen 1,96 m hinter der Italienerin Antonietta Di Martino und der Spanierin Ruth Beitia die Bronzemedaille errang.
Bei den Hallenweltmeisterschaften 2012 gewann Jungmark die Silbermedaille. In der Freiluftsaison wurde sie bei den Europameisterschaften Zehnte. Bei den Olympischen Spielen in London schied sie in der Qualifikation aus.
Im März 2013 gewann sie bei den Leichtathletik-Halleneuropameisterschaften 2013 im schwedischen Göteborg die Silbermedaille im Hochsprung.
Ebba Jungmark startet für den Mölndals AIK und wird von Emil Predan und Johnny Holm trainiert.